# Dürrenbach (Rhein)
Der Dürrenbach (auf dem längeren rechten seiner beiden Oberläufe Mühlen-Dorfbach oder Mühlenbach genannt) ist ein über 7 km langer Bach im Gebiet der Stadt Rheinfelden im baden-württembergischen Landkreis Lörrach, der im Innenstadtbereich von rechts und Norden in den Rheins mündet.

## Geographie

### Oberläufe
Die zwei Oberläufe des Dürrenbachs und der obere Teil seines Namenslaufes liegen im Dinkelberg, einem Gebirgszug, der den Südschwarzwald südwärts bis an den Hochrhein fortsetzt.
Der längere der beiden Oberläufe ist der rechte Mühlen-Dorfbach oder Mühlenbach, er entspringt etwas westlich des Stadtteils Oberminseln von Rheinfelden auf etwa 415 m ü. NHN am Flurgewann Rüschacker. Nach östlichem Lauf erreicht er Oberminseln, durchläuft es südostwärts und knickt am Beginn des nächsten Stadtteils Mittelminsel auf Südlauf, den er auch durch Unterminsel fortsetzt.
Dort läuft er nach etwa 2,8 km auf etwas über 330 m ü. NHN mit dem linken Oberlauf zusammen, der im Nordosten am Rand des Waldes Allmatte auf etwa 355 m ü. NHN seinen nur etwa halb so langen Lauf beginnt.

### Verlauf
Der am Zusammenfluss entstandene Dürrenbach läuft wie zuletzt sein längerer Oberlauf etwa südwärts. Nach dem Ortsausgang von Unterminseln versickert er bei Niedrig-, teils sogar bei Normalwasser und tritt erst weiter südlich wieder zu Tage.
Künftig soll ihn dort kurz nach Unterminseln die Brücke eines noch in Bau befindlichen Abschnitts der Bundesautobahn 98 überqueren. Etwa anderthalb Kilometer nach dieser Stelle fließt er aus seinem eigenen Tal in die rechte Talweitung des Hochrheins hinaus, dort erreicht er zugleich den Siedlungsrand des zentralen Rheinfelden.
In diesem unterquert er, fast bis zuletzt auf Südlauf, erst die Bundesstraße 34, durchläuft den östlichen Teil der Innenstadt, unterquert dicht am Stromufer die Eisenbahnlinie Basel–Rheinfelden–Bad Säckingen und mündet dann gegenüber der gleichnamigen Nachbarstadt Rheinfelden im schweizerischen Kanton Aargau in den von Nordosten heranziehenden Hochrhein, in dessen Mitte die Landesgrenze verläuft.
An dieser Stelle wenige hundert Meter südöstlich des Stadtkerns von Rheinfelden fließt der Hochrhein an der sogenannten Höllhooge über felsigem Flussbett. Nur etwa 200 Meter stromabwärts der Einmündung des Dürrenbachs mündet aus dem aargauischen Rheinfelden der von Süden kommende Magdenerbach in den Hochrhein.

### Einzugsgebiet
Das Einzugsgebiet ist 15,8 km² groß und liegt, naturräumlich gesehen, mit dem nördlichen und mittlerem Teil im Dinkelberg, mit dem mündungsnahen südlichen im Hochrheintal, beide sind Teilräume des Hochrheingebietes. Der höchste Punkt am Nordosteck auf dem Hohen Flum, der größten Erhebung des Dinkelbergs, erreicht 536,2 m ü. NHN. Jenseits der östlichen Wasserscheide von dort bis zur Dürrenbach-Mündung entwässern anfangs der Bechtelsgraben, danach und weniger weit oberhalb der Dürrenbachmündung deutlich kürzere Bäche den östlichen Dinkelberg zum Hochrhein.
Hinter der westlichen Wasserscheide fließt nahe der Mündung zunächst in der rechten Hochrheintalweitung um Rheinfelden der Linsenbach dem Fluss zu, auf dem längeren Scheidenabschnitt im Bergland konkurriert jedoch auf dieser Seite der weiter abwärts in den Hochrhein mündenden Warmbach. Die Gegenseite der nördlichen Dürrenbach-Einzugsgebietsgrenze spendet ihren Abfluss dem großen Fluss Wiese des Südschwarzwaldes.

## Schwarzer Weg
Von der Querung der B 34 bis zum Rheinfelder Industriegebiet vor der Höllhooge begleitet den Dürrenbach der „Schwarze Weg“ (benannt aufgrund der Verwendung von Industrieschlacke als Unterbau) und eine Kastanienallee. Diese kilometerlange, zumeist völlig gerade von Minseln zum Industriegebiet verlaufende Allee wurde in den 1920er Jahren von Mitgliedern der Ortsgruppe des Schwarzwaldvereins angelegt, um den Industriearbeitern den täglichen Fußweg zur und von der Arbeitsstelle angenehmer zu machen. Das Bachbett des Dürrenbachs wurde entlang der Kastanienallee mit großen und sorgfältig behauenen Steinen befestigt.